# Armoiries, sceaux et emblèmes des États et dépendances d'Océanie
Liste des armoiries, sceaux et emblèmes des États et dépendances d'Océanie.

## États indépendants
| Pays                        | Armoiries | Devise                                                                   | Article                                   |
| --------------------------- | --------- | ------------------------------------------------------------------------ | ----------------------------------------- |
| Australie                   |           | Advance Australia Fair.                                                  | Armoiries de l'Australie                  |
| Fidji                       |           | Rerevaka na Kalou ka Doka na Tui (Crains Dieu et honore le roi/la reine) | Armoiries des Fidji                       |
| Kiribati                    |           | Te mauri, te raoi ao te tabomoa (Santé, Paix et Prospérité)              | Armoiries des Kiribati                    |
| Îles Marshall               |           | Jepilpilin ke ejukaan                                                    | Armoiries des Îles Marshall               |
| Indonésie                   |           | Bhinneka Tunggal Ika (Unité dans la diversité)                           | Armoiries de l'Indonésie                  |
| États fédérés de Micronésie |           | Peace Unity Liberty (Paix, Unité, Liberté)                               | Sceau des États fédérés de Micronésie     |
| Nauru                       |           | Naoero/God's Will First (Nauru / La volonté de Dieu en premier)          | Armoiries de Nauru                        |
| Nouvelle-Zélande            |           | God Defend New Zealand (Que Dieu défende la Nouvelle-Zélande)            | Armoiries de la Nouvelle-Zélande          |
| Palaos                      |           | aucune                                                                   | Sceau des Palaos                          |
| Papouasie-Nouvelle-Guinée   |           | Unis dans la diversité                                                   | Armoiries de la Papouasie-Nouvelle-Guinée |
| Samoa                       |           | Faavae i le Atua Samoa (Samoa s'appuie sur Dieu).                        | Armoiries des Samoa                       |
| Îles Salomon                |           | To Lead is to Serve (Mener est servir)                                   | Armoiries des Îles Salomon                |
| Tonga                       |           | Ko e Otua mo Tonga ko hoku tofi'a (Dieu et Tonga sont mon héritage)      | Armoiries des Tonga                       |
| Tuvalu                      |           | Tuvalu mo te Atua (Tuvalu pour le Tout-Puissant)                         | Armoiries des Tuvalu                      |
| Vanuatu                     |           | Long God Yumi Stanap (Nous suivons Dieu).                                | Armoiries du Vanuatu                      |

## Territoires dépendants
| Territoire             | Armoiries | Devise                                                                              | Article                             |
| ---------------------- | --------- | ----------------------------------------------------------------------------------- | ----------------------------------- |
| Île Christmas          |           | aucune                                                                              | Armoiries de l'Île Christmas        |
| Îles Cocos             |           | aucune                                                                              | Armoiries des Îles Cocos            |
| Îles Cook              |           | Dieu est la Vérité                                                                  | Armoiries des îles Cook             |
| Guam                   |           | aucune                                                                              | Sceau de Guam                       |
| Hawaii                 |           | Ua Mau ke Ea o ka ʻĀina i ka Pono (La vie de la terre se perpétue dans la droiture) | Sceau d'Hawaï                       |
| Îles Mariannes du Nord |           | aucune                                                                              | Sceau des Îles Mariannes du Nord    |
| Niue                   |           | Dieu est la Vérité                                                                  | Armoiries de Niue                   |
| Île Norfolk            |           | In as much (Dans la mesure)                                                         | Armoiries de l'Île Norfolk          |
| Nouvelle-Calédonie     |           | Terre de parole, Terre de partage                                                   | Emblème de la Nouvelle-Calédonie    |
| Île de Pâques          |           | aucune                                                                              | Armoiries de l'île de Pâques        |
| Îles Pitcairn          |           | aucune                                                                              | Armoiries des Îles Pitcairn         |
| Polynésie française    |           | aucune                                                                              | Armoiries de la Polynésie française |
| Samoa américaines      |           | Samoa Ia Muamua Le Atua (Samoa, laisse Dieu être le premier)                        | Sceau des Samoa américaines         |
| Tokelau                |           | Tokelau mo te Atua (Tokelau pour Dieu)                                              | Armoiries des Tokelau               |
| Wallis-et-Futuna       |           | aucune                                                                              | Armoiries de Wallis-et-Futuna       |